# 히어로즈 오브 더 스톰
《히어로즈 오브 더 스톰》(영어: Heroes of the Strom, 약칭: 히오스, HotS)는 블리자드 엔터테인먼트가 개발한 실시간 전략 게임이다. 2013년 11월 8일 블리즈컨 행사에서 처음 공개되었다. 한국에서는 2014년 10월 15일 테크니컬 알파 테스트가 시작되었고, 2015년 1월 15일 클로즈 베타 테스트가 시작되었고 , 2015년 5월 20일 오픈 베타가 시작되었다. 2015년 6월 3일에 정식 서비스를 실시하였다. 블리자드 엔터테인먼트 게임들인 워크래프트, 디아블로, 스타크래프트, 오버워치, 블리자드 고전 게임에 등장하는 영웅들이 함께 나오는 게임이다.

## 개발
블리즈컨 2010에서 스타크래프트 II: 자유의 날개의 아케이드 사용자 지정 맵으로 "Blizzard DOTA"가 발표되었다. 당시에는 스타크래프트 II의 모딩 능력을 보여주는 목적으로 개발된 맵에 불과했으나, 2011년 다시 개발을 시작하면서 블리즈컨 2011에서 "Blizzard All-Stars"라는 이름으로 시연되었다. 2012년 6월, 스타크래프트 II의 개발자인 더스틴 브로더가 Blizzard All-Stars의 출시 예정 일자는 확실히 정해지지 않았으나 스타크래프트 II: 군단의 심장 출시 이후일 것이라고 발표했다. 2013년 2월, 액티비전 블리자드의 2012년 4분기 실적 보고서에서 "Blizzard All-Stars"에 지속적인 투자를 할 것이라고 발표했다.
2013년 10월 17일, 게임의 명칭이 "Heroes of the Storm"으로 변경되었다. 2014년 3월 13일 히어로즈 오브 더 스톰의 테크니컬 알파 테스트가 시작되었고 2014년 9월 22일 테스트가 중단되었다가, 2014년 10월 7일 북미, 남미, 동남아시아, 호주 및 뉴질랜드 지역에서 테스트가 재개되었다. 이틀 뒤 유럽, 한국, 중국과 대만 지역에서도 테스트가 재개되었다. 테크니컬 알파 테스트는 2015년 1월 13일 클로즈 베타가 시작될 때까지 계속되었다. 2015년 2월까지 9백만명 이상의 유저가 베타 테스트 신청을 하였다. 북미 기준 2015년 5월 19일 오픈 베타가 시작되었고, 2015년 6월 2일 히어로즈 오브 더 스톰이 정식 출시되었다.

## 게임플레이

### 영웅
블리자드 엔터테인먼트 게임들인 워크래프트, 디아블로, 스타크래프트, 오버워치, 블리자드 고전 게임에서 등장하는 영웅들이 등장하며 각 역할에 따라 크게 전사, 암살자, 지원가, 전문가로 나뉜다. 암살자는 단일 또는 다수의 대상에게 특화된 여러 기술로 막대한 피해를 주지만, 그만큼 몸이 약한 영웅들이다. 전사는 자신을 치유하는 능력이나 피해를 감소시키는 능력으로 대량의 피해를 견뎌내며 전투에서 팀의 선봉에 서는 영웅들이다. 지원가는 아군을 치유하거나 강화 효과를 부여하거나 전장을 혼란시켜서 전투의 흐름을 아군에게 유리하게 이끄는 영웅들이다. 전문가는 보다 특화된 역할로 팀에 또 다른 개성을 부여한다. 보통 2~3주 내에 한 영웅이 출시되며, 가장 많이 출시되는 세계관은 워크래프트이다. 가끔식 중~대규모 업데이트 때 새로운 전장을 내놓는다.

### 전장
히어로즈 오브 더 스톰에는 대부분의 멀티플레이어 온라인 배틀 아레나 게임과 다르게 여러 개의 전장이 있다. 각각의 전장에는 각각 다른 오브젝트가 있어서, 오브젝트를 차지하면 아군에게 유리하거나 적군에게 불리한 보상이 주어진다. 각각의 전장은 블리자드의 다른 게임들에서 볼 수 있는 맵을 모티프로 제작하였다.

## 평가
| 평가 |        |
| --- | ------ |
| 통합 점수 통합사 점수 메타크리틱 86/100 [ 14 ] 평론 점수 평론사 점수 디스트럭토이드 9.5/10 [ 15 ] 게임 레볼루션 [ 16 ] 게임스팟 9/10 [ 17 ] 게임스레이더+ [ 18 ] IGN 6.5/10 [ 19 ] PC 게이머 (US) 84/100 [ 20 ] 폴리곤 7.5/10 [ 21 ] The Escapist [ 22 ] |        |
| 통합 점수 |        |
| 통합사 | 점수   |
| 메타크리틱 | 86/100 |
| 평론 점수 |        |
| 평론사 | 점수   |
| 디스트럭토이드 | 9.5/10 |
| 게임 레볼루션 | [ 16 ] |
| 게임스팟 | 9/10   |
| 게임스레이더+ | [ 18 ] |
| IGN | 6.5/10 |
| PC 게이머 (US) | 84/100 |
| 폴리곤 | 7.5/10 |
| The Escapist | [ 22 ] |